# Șîroke, Vesele
Șîroke (în ucraineană Широке) este localitatea de reședință a comunei Șîroke din raionul Vesele, regiunea Zaporijjea, Ucraina.

## Demografie
Componența lingvistică a localității Șîroke
     Ucraineană (83,21%)
     Rusă (15,08%)
     Alte limbi (0,67%)
Conform recensământului din 2001, majoritatea populației localității Șîroke era vorbitoare de ucraineană (83,21%), existând în minoritate și vorbitori de rusă (15,08%).